# Moravské Budějovice

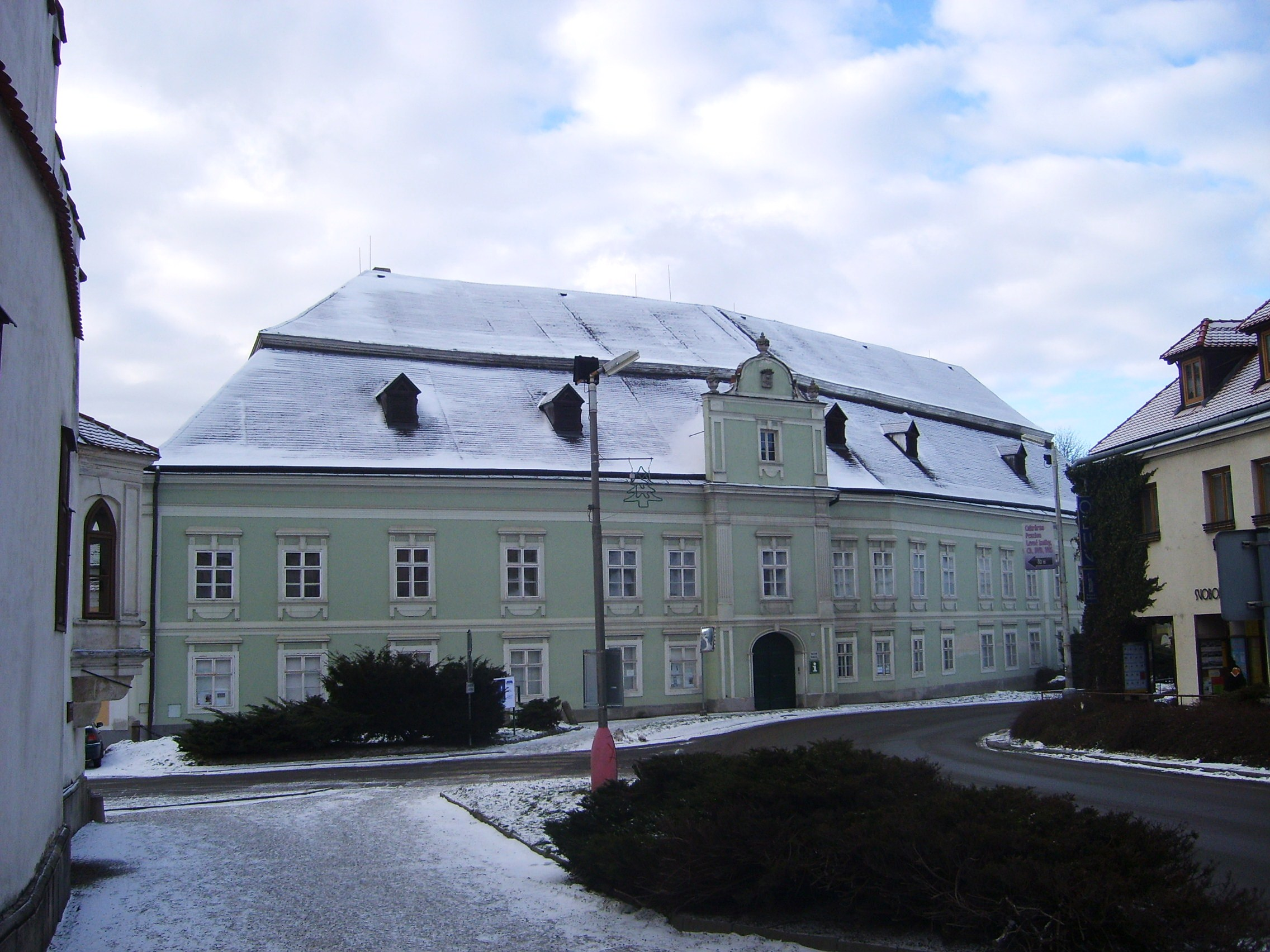
Schloss Moravské Budějovice

Moravské Budějovice (deutsch Mährisch-Budwitz bzw. Budwitz, oder Mährisch-Budweis, lateinisch Budwicz, Pudwicz, Pudewis) ist eine Stadt mit ca. 7.400 Einwohnern südwestlich von Brünn nahe Znojmo (Znaim). Sie gehört dem Okres Třebíč in der Kraj Vysočina, Tschechien an.

## Geschichte
Die erste Besiedlung erfolgte auf einem Felsvorsprung oberhalb des Flüsschens Rokytka, entlang des Haberner Steigs, eines Handelswegs, der Mähren mit Böhmen verband und noch heute als Nationalstraße I/38 als wichtigste Verbindung zwischen Prag und Wien gilt.
Laut der ersten schriftlichen Erwähnung der Stadt 1231 nahm Papst Gregor IX. die Konstanze von Ungarn, Witwe des Ottokar I. Přemysl, unter seinen Schutz; inbegriffen waren die Ländereien um Budwicz. Später erlangten die Herren von Lichtenburg das Anwesen. Danach erhielt die Stadt von König Vladislav II. Privilegien. Einige Zeit später starb das mächtige Geschlecht aus.
Neue Herren wurden die Adelsfamilie Waldstein mit ihrem Ast Pirnitz. Unter deren Herrschaft erreichte die Stadt den größten Aufschwung. Handwerker ließen sich nieder, und in Budějovice gründete man eine der besten Schulen Mährens. Es herrschte Religionsfreiheit. Nach der Schlacht am Weißen Berg wurde Zdeněk Brtnický von Waldstein als aktiver Teilnehmer zur lebenslangen Haft verurteilt. Den Ort, geschwächt durch die eigene Armee und Belagerung durch Armeen des Kaisers, erhielten die Herren von Schaumburg. Diese respektierten die alten Stadtrechte nicht und zwangen die Bewohner zu Frondiensten.
Durch einen Großbrand 1673 und den Dreißigjährigen Krieg kam es zur Entvölkerung der Stadt. Maria Anna von Schauenburg, die einzige Tochter Leopolds von Schauenburg, musste die Stadt verkaufen, da sie nur an männliche Nachkommen vererbt werden konnte. Die Freiherren Wallis von Carighmain, namentlich Franz Wenzel von Wallis (1696–1774), übernahmen 1736 eine verarmte, zerstörte Stadt mit einer demotivierten Bevölkerung. Sie selbst hielten sich meist außerhalb der Stadt auf; an der Stadt interessierte sie nur der zu erzielende Gewinn. In deren Regierungszeit fielen auch die Napoleonischen Kriege und die Stadt wurde durch ihre strategisch wichtige Lage zum Stützpunkt der Franzosen.
1821 kam es schließlich zum Aufstand, der militärisch niedergeschlagen wurde. Mitte des 19. Jahrhunderts wurde Mährisch Budwitz zur freien Stadt und 1850 zur Bezirksstadt mit Steuerrecht und Bezirksgericht. Während des Zweiten Weltkrieges wurde die Stadt Durchgangslager von Flüchtlingen, bevor sie von der Roten Armee eingenommen wurde.

## Sehenswürdigkeiten
- Schloss Moravské Budějovice, erbaut von Rudolf Heinrich von Schaumburg
- St. Jiljí Kirche
- Rotunde von St. Michael
- der Pfarrei
- Stadtbefestigungen
- Kapelle St. Anna
- Kapelle St. Johan Nepomuk
- Schlosspark
- Jüdischer Friedhof

## Ortsteile
- Moravské Budějovice
- Jackov
- Lažínky
- Vesce
- Vranín

## Söhne und Töchter der Stadt
- Siegfried Bauer (1880–1942), österreichischer Bildhauer und Geigenbauer
- Ralph Benatzky (1884–1957), österreichischer Komponist
- Eduard Dolezal (1862–1955), österreichischer Geodät
- Jaromír Herle (1872–1945), Komponist und Chorleiter
- Rudolf Raschka (1907–1948), Politiker
- Miroslav Venhoda (1915–1987), Chordirigent

## Partnerstadt
- Pulkau
- Kautzen

## Veranstaltungen
Von 1997 bis 2013 fand jährlich auf der Freilichtbühne des Open-Air-Festival Proti proudu statt.